# ホット・チップ
ホット・チップ（英: Hot Chip）は、イギリスのエレクトロ・ポップ・バンド。ロンドンにて結成。独特のビートを多用したアンダーグランド色の強いダンスミュージックを得意とする。なお、影響を受けたアーティストとしてザ・ビーチ・ボーイズやクラフトワーク等を挙げている。

## 略歴
1995年、ロンドンで結成される。『Mexico EP』等の自主制作盤が話題となり、2003年にモシモシ・レコーズと契約を結ぶ。そして2004年にはファースト・アルバム『Coming on Strong』をリリース。すると、彼らの唯一無二のサウンドが本国イギリスで瞬く間に評判となり、メジャーのEMIへと移籍することとなる。この時期にアル・ドイルとフェリックス・マーティンが加入した。
2006年、セカンド・アルバム『ザ・ワーニング』をリリース。このアルバムからのシングル「Over And Over」と「Boy from School」が瞬く間に話題を呼びヒット作となった。音楽メディアを始め高い評価を受け、同年のマーキュリー賞の最終候補にまで残った。「Over And Over」は2006年のNMEソング･オブ･ザ･イヤーに選ばれている。
2008年、サード・アルバム『メイド・イン・ザ・ダーク』をリリース。前作に続き音楽メディアからの高い評価を得ており、彼らの高いクリエイティビティを裏付けるものとなった。このアルバムからはセカンド・シングル「Ready for the Floor」をヒットさせている。
2010年、アルバム『ワン・ライフ・スタンド』をリリース、全英アルバムチャートにて初登場11位を記録した。その後、メンバーはそれぞれのサイド・プロジェクトAbout Group、The 2 Bears、NewBuildなどの活動を精力的に行う。
2012年、ドミノ・レコーズ移籍後初となるアルバム『イン・アワー・ヘッズ』をリリースした。
2015年、アルバム『ホワイ・メイク・センス?』をリリースする。
2019年、アルバム『ア・バス・フル・オブ・エクスタシー』をリリースした。

## メンバー
- アレクシス・テイラー (Alexis Taylor) - ボーカル
- ジョー・ゴッダード (Joe Goddard) - シンセサイザー
- オーウェン・クラーク (Owen Clarke) - ベース
- アル・ドイル (Al Doyle) - ギター
- フェリックス・マーティン (Felix Martin) - ドラムマシン

## ディスコグラフィ

### スタジオ・アルバム
- Coming on Strong (2004年、Moshi Moshi)
- 『ザ・ワーニング』 - The Warning (2006年、EMI)
- 『メイド・イン・ザ・ダーク』 - Made in the Dark (2008年、EMI)
- 『ワン・ライフ・スタンド』 - One Life Stand (2010年、Parlophone)
- 『イン・アワー・ヘッズ』 - In Our Heads (2012年、Domino)
- 『ホワイ・メイク・センス?』 - Why Make Sense? (2015年、Domino)
- 『ア・バス・フル・オブ・エクスタシー』 - A Bath Full of Ecstasy (2019年、Domino)
- 『フリークアウト / リリース』 - Freakout/Release (2022年、Domino)

## 来日公演
- 2010年
  - 8月1日 新潟 苗場スキー場 - Fuji Rock Festival
- 2012年
  - 6月24日 東京 恵比寿ガーデンホール - Hostess Club Weekender
- 2019年
  - 10月9日 大阪 BIG CAT
  - 10月11日 東京 マイナビBLITZ赤坂
  - 10月12日 静岡  富士山麓 朝霧アリーナ · ふもとっぱら - 朝霧JAM（開催中止）